# Градине (Дрсник)
Градине су археолошки локалитет који се налази у месту Дрсник (општина Клина), датован у период између 100. и 600. године. На налазишту су, на површини од 500 m², на узвишењу поред Дрима, откривени остаци темеља и надземог дела грађевине. Могуће је да је објекат био у вези са топлим изворима, који су могли бити у близини, због чега се може претпоставити да су се овде налазиле античке терме.